# Buddy McGirt
Buddy McGirt (* 17. Januar 1964 in Brentwood im US-Bundesstaat New York als James Walter McGirt) ist ein ehemaliger Boxer und jetziger Boxtrainer.

## Amateur
Er schaffte 54 Siege bei 6 Niederlagen.

## Profi
Gemanagt und trainiert vom Italoamerikaner Al Certo, dem US-Presse und Politiker Mafia-Kontakte nachsagten, wurde er 1982 Profi. Mit klassischem Stick and Move Konterboxen gewann er nach einem Unentschieden im Debüt seine nächsten 28 Kämpfe, bis er 1986 auf einen weiteren als Profi ungeschlagenen Amateurstar Frankie Warren traf und ausgepunktet wurde.
Zwei Jahre später, am 14. Februar 1988, gewann er den Rückkampf gegen Warren um den vakanten Titel der IBF im Halbweltergewicht durch KO.
Er verteidigte den Titel durch einen Erstrunden-KO gegen den '76er Olympiasieger Howard Davis, der sich im Profiboxen als eine Riesenenttäuschung entpuppte. Seine nächste Titelverteidigung fand im September 1988 wieder gegen einen Olympiasieger statt: Meldrick Taylor, Goldmedaillengewinner im Federgewicht der '84er Spiele. Taylor machte das, was Journalisten später als die größte Leistung seiner Karriere bezeichneten und schlug McGirt 1988 KO.
Mit Punktsiegen gegen Tony Baltazar und den späteren Europameister Gary Jacobs fasste er 1989 wieder tritt. Er wechselte in das Weltergewicht und gewann am 29. November 1991 gegen Simon Brown den WBC-Titel dieser Gewichtsklasse. Er verteidigte den Gürtel in Italien gegen einen weiteren Olympiasieger (1980) und früheren Weltmeister, Patrizio Oliva, der zuvor in 58 Kämpfen nur ein Mal verloren hatte, klar nach Punkten. Oliva beendete daraufhin seine Karriere.
Am 6. März 1993 verlor er seinen Titel an Pernell Whitaker, Leichtgewichtsolympiasieger von 1984.
Er wurde zu dem Zeitpunkt von großen Beschwerden in der linken Schulter geplagt und konnte den linken Haken nicht mehr einsetzen. Im darauffolgenden Jahr unterlag er Whitaker ein zweites Mal, hatte ihn aber diesmal mit einer rechten Geraden am Boden.
McGirt wurde jedoch nicht mehr beschwerdefrei und hörte schließlich 1997 auf.

## Trainer
Nach Beendigung seiner aktiven Zeit wurde er Trainer. Kurz nach seiner Ankunft in Las Vegas übernahm er das Training von Byron Mitchell, der nur sechs Tage später WBA-Champion im Supermittelgewicht wurde. 2002 wurde er als Welttrainer des Jahres von der Boxing Writers Association of America ausgezeichnet.
Er gründete eine Boxschule in Vero Beach, Florida und trainierte unter anderem Nate Campell, Antonio Tarver, Arturo Gatti, Joel Casamayor, Mike Tyson, Mike Anchondo, Jameel McCline, Freddie Cadena, Sharmba Mitchell, Francisco Bojado und Lonnie Bradley.  2009  kam es zum Bruch mit dem Boxer Paul Malignaggi, der ihn und seine Trainingsmethoden dafür verantwortlich machte, dass er Paul Hatton nicht besiegen konnte. Dies schadete seiner Reputation als Trainer aber nur unwesentlich.
2013 eröffnete er eine weitere Schule in New Jersey, die zum Verbund des Elite Heat Boxing Gym in Newark gehört.

## Sonstiges
Sein Sohn James McGirt Jr. ist ebenfalls professioneller Boxer, allerdings ein Rechtsausleger im Supermittelgewicht.